# 壱万福
壱 万福（いち まんぷく、生没年不詳）は、渤海国の人物。渤海での官位は青綬大夫。日本での位階は従三位。第7次渤海使の大使。

## 経歴
渤海王・大欽茂（文王）により渤海使の大使に任ぜられる。宝亀2年（771年）6月に渤海使一行325名が船17隻に分乗して、日本の出羽国野代湊（現在の秋田県能代市。「賊地」と記されている。）に到着。その後、一行は常陸国に移され住居と物資を与えられた。
同年10月に日本の朝廷は、渤海使のうち壱万福以下40人を賀正の儀に出席させるために常陸国から召集する。同年12月に壱万福は渤海使一行を従え平城京に入京した。
宝亀3年（772年）元旦に光仁天皇が大極殿に出御して朝賀を受けた際、壱万福は渤海大使として、日本の文武百官、陸奥・出羽国の蝦夷とともに、儀礼に従って拝賀を行う。また、同3日には宮殿の端近くに出御した光仁天皇に対して、渤海国の産物を献上している。
しかし、渤海王の上表文が先例と異なって無礼であることを理由に、日本の朝廷から上表文の受け取りを拒絶される。具体的には、日付の下に本来記すべき王の官位・姓名ではなく「天孫」との称号を記していることを咎められている。壱万福は、上表文を入れ密封した箱を誤ることなくそのまま天皇に進上したこと、返却された上表文をそのまま渤海国に持ち帰ると渤海王から処罰を受けるであろうこと、自らは現在日本の地にいるがその罪が重くても軽くてもそれを受け入れるつもりであること、を言上した。その後、渤海国からの進物まで返却されてしまう。そのため、壱万福はやむなく上表文の修正を行い、渤海王に代わって謝罪を行った。
壱万福による上表文の修正と謝罪により渤海使一行は再び外国からの賓客としての待遇を受けることになり、同年2月初旬に一行は五位以上の官人らとともに朝堂院で饗応を受ける。その場で、大使の壱万福は従三位、副使の慕昌禄は正四位下、大判官は正五位上、少判官は正五位下、録事と訳語はそれぞれ従五位下の叙位を受けた。さらに渤海国王に対する恩賜品として美濃国特産の絁30疋・絹30疋・糸200絢・調の綿300屯を与えられた。また壱万福以下の各渤海使の要員にもそれぞれ地位に応じて恩賜の物品が与えられた。
2月末には光仁天皇から渤海王に対して以下内容の書状が与えられ、渤海使一行は平城京を離れ帰国の途についた。
- 神亀4年（727年）に至って、王（文王、大欽茂）の亡父である武王（大武芸）が使者を遣わして朝貢を再開した。先の朝廷（聖武天皇）はその誠意をよしとして厚遇優待された。王もこれまで、先王に倣って渤海王家の評判を落とさなかった。
- 今回の信書は先例と異なって無礼な形式となっている。遥かに王の意を忖度するに、このようなことがあるはずはなく、近年の事情を鑑み、何かの錯誤と疑っている。
- そこで、賓客としての礼遇を停止したが、使人の壱万福らは深く先の過誤を悔い、王に代わって謝罪しているため、遠来の使者であることを憐れみ、その悔悟を聞き入れる。王はこの意図をよく理解し、永く良い関係が保てるように肝に銘ずるように。
- 高句麗の時代には、兵乱が止むことがなく、わが国の威光を借りるために両国を兄弟と称していた。渤海の時代となり、国内は安泰であることから、両国の関係を妄りに舅甥と称するは礼を失している。今後の使節においては二度とこのようなことを禁止する。
- 過去を改めて自ら新たにするならば、両国の友好を永く継続したい。

同年9月に送渤海客使の武生鳥守らに伴われて渤海に向けて出航するが、俄に暴風に遭遇し、能登国に漂着してしまう。壱万福は辛うじて一命を取り留め、渤海使一行は福良津（現在の石川県羽咋郡志賀町）に収容された。
宝亀4年（773年）2月に渤海副使・慕昌禄が帰国が叶わないまま日本で卒去し、日本の朝廷から従三位の贈位を受けた。同年6月に第8次渤海使として烏須弗らが能登国に到着。能登国司の尋問に対して、前回の渤海使であった壱万福が帰国しないため来朝した旨を回答しており、この時点で壱万福はまだ日本に留まっていた。その後、同年10月に渤海国使・壱万福の送使・武生鳥守が渤海より日本に帰国した旨の記録があることから、同年秋頃に壱万福は渤海への帰国を果たしたと想定される。